# Meycom
MEYCOM, también conocida como Meycom Sport, fue una escudería de automovilismo española. Actualmente la empresa propietaria mantiene la marca comercial para servicios de mecánica de vehículos de competición. Su sede se situaba inicialmente en la calle Alcalde López Casero, de Madrid, pasando luego a situarse entre las localidades de Paracuellos de Jarama y de Ajalvir (Comunidad de Madrid). Se fundó en el año 1969 y se retiró de la competición en el año 2011; actualmente prepara coches para competiciones de turismos y rallyes.

## Historia

### Inicios
La idea de crear Talleres Peyo, que era la denominación inicial del que hoy día es MEYCOM, partió de Juan Pedro González de Aguilar en 1967, a quien se le conocía como Peyo en su ambiente familiar.  Juan Pedro decidió, a finales del año 1968, montar un taller de esas características y después de concretar la idea de como debía ser la filosofía del mismo, se puso, primero, en contacto con José Macías Guillen y le propuso entrar a formar parte como socio al 50%, de aquel proyecto , que finalmente arrancó en 1969. Unos años después, se pusieron en contacto con Lucas Camacho que pasó a ser el tercer miembro. En el año 1983, Juan Pedro cedió sus participaciones a José y a Lucas por razones personales, quedándose como director José Macías. Posteriormente, José Macías y Lucas Camacho decidieron separarse y cada uno tomó un rumbo diferente, quedándose desde entonces Lucas al frente del equipo MEYCOM.

### Meycom
En el año 1972 se decidió el cambio de nombre, pasando a llamarse MEYCOM, (MEcánica Y COMpetición) que como su nombre indica, hacía ver su gran dedicación iba a ser el mundo de la competición automovilística, siendo hasta hace el año 2011, la cabeza visible de un grupo de empresas relacionadas con el automóvil.
El primer año de participación en un campeonato, la escudería consiguió la victoria absoluta en la Copa Nacional Renault con Juan Ignacio Villacieros como piloto. Esto hizo que se ampliaran las instalaciones de Meycom, inaugurando en 1974 unas instalaciones en Paracuellos de Jarama, en donde se instaló un banco de pruebas, siendo el único de la Comunidad de Madrid en esa época.
En la década de los 70, Meycom fue ganando títulos y adquiriendo prestigio, lo que le llevó a ser reconocido, por la Real Federación Española de Automovilismo, con los títulos de "mejor taller preparador privado" en la recta final de los 70. Esto hizo que los pilotos más relevantes buscaran en Meycom al equipo que preparara sus coches.
Ya en la década de los 80, Meycom siguió cosechando éxitos y esto se tradujo en la aparición de nuevos talentos para el automovilismo español. En 1980, un joven Luis Pérez-Sala, gana la copa nacional Renault, en 1981, Jesús Pareja gana el Cto. España de Turismos, Luis Villamil la Copa nacional Renault y nuestro bicampeón del mundo de Rallyes, Carlos Sainz, la Copa Seat Panda de rallyes, y todos ellos con vehículos preparados por Meycom. De este modo, la continua evolución de Meycom, hizo que General Motors nos eligiese como los preparadores oficiales del equipo de Rallyes de Opel España en el año 1983, manteniendo la relación hasta la retirada del equipo oficial a principios de los 90. Durante este periodo, se hicieron incursiones en el Campeonato de Europa de Rallyes, en donde se obtuvo un 2º puesto en el Rallye Cataluña con Carlos Sainz, además de seguir presentes en los diferentes campeonatos españoles de circuitos.
Ya a finales de los ochenta y principios de los 90, fueron elegidos por Alfa Romeo, la Federación Española y Fiat, como preparadores oficiales, alcanzando con Alfa Romeo y Luis Villamil el Cto. España de Turismos en 1988, formando parte del proyecto Racing for Spain (Proyecto de la Federación para sacar pilotos hacia la F-1), en donde con pilotos como Pedro Martínez de la Rosa (1989) o Ángel Burgueño (1990), lograron el Campeonato de España Fórmula Fiat y siendo en 1992 como preparadores oficiales Fiat, Campeones y Subcampeones de España de Turismos, con Antonio Albacete y Adrián Campos respectivamente con el Fiat Tipo 2.0 construido integralmente por Meycom.

## Pilotos más destacados
Por MEYCOM han pasado pilotos como Carlos Sainz el cual consiguió sus primeras victorias en este equipo, Luis Pérez Sala, Adrián Campos, Pedro Martínez de la Rosa, Jordi Gené, Jesús Pareja, Antonio Albacete, Alberto Hevia, Jordi Nogués, Ángel Burgueño... entre muchos otros.
Carlos Sainz
1981 Copa Seat Panda, 
1982 Copa Renault 5, 
1984 Segundo Scratch Rally Cataluña
Jesús Pareja
1981 Campeón de España de Turismos
Adrián Campos
1982 Tercer clasificado Campeonato de España de Fórmula 1430
Jesús Díez Villarroel
1983 Copa Renault 5, 
1984 Trofeo Abarth
Jordi Gené
1987 Campeón de España de Fórmula Fiat
Pedro Martínez de la Rosa
1989 Campeón de España de Fórmula Fiat
Luis Pérez Sala
1992 Campeón de España de Turismos
Santiago Porteiro
2001 Campeón de la Fórmula Nissan 2000
Juan Cruz Álvarez
2003 Campeón de las World Series Lights